# Atractus matthewi
Atractus matthewi är en ormart som beskrevs av Markezich och Barrio-Amorós 2004. Atractus matthewi ingår i släktet Atractus och familjen snokar. Inga underarter finns listade.
Arten förekommer i bergstrakten Turimiquire i norra Venezuela. Den lever i regioner som ligger 1660 till 2130 meter över havet. Habitatet utgörs av fuktiga bergsskogar och dessutom besöks odlingsmark.
Antagligen skulle ett intensivare bruk av landskapet påverka arten negativ. Hela beståndet anses vara stabil. IUCN listar Atractus matthewi som livskraftig (LC).